# Будинок Бойка
Буди́нок Іва́на Бо́йка — пам'ятка архітектури та містобудування місцевого значення у стилі українського модерну, розташована в центрі Харкова на вулиці Мироносицькій, 44. Споруда зведена у 1912—1914 роках як прибутковий будинок за проєктом архітекторів Сергія Тимошенка, Павла Ширшова та Павла Соколова. Микола Самокиш і Сергій Васильківський прикрасили під'їзди розписами й панно.

## Історія

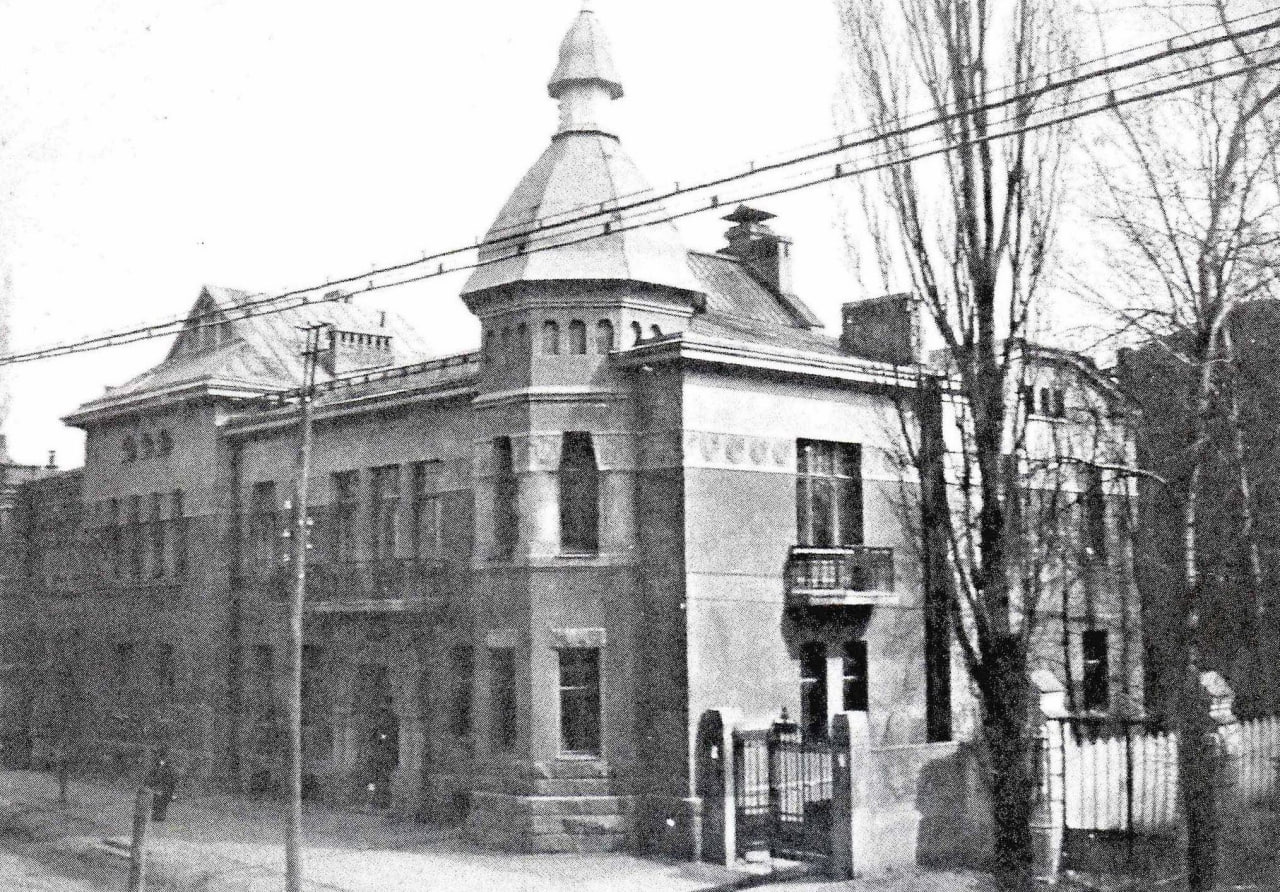
Будівля до надбудови. 1910-ті роки

Будинок був зведений у 1912—1914 роках як прибутковий будинок за проєктом архітекторів Сергія Тимошенка, Павла Ширшова та Павла Соколова. Власником будинку був Іван Бойко — поміщик, пов'язаний із діяльністю відомого цукрозаводчика Павла Харитоненка. Як довірена особа та колекціонер, він мав особисті зв'язки з провідними художниками свого часу, що пояснює участь таких митців, як Самокиш і Васильківський, в оформленні його будинку.
Первісно будівля була двоповерховою, із трьома квартирами на кожному поверсі та напівпідвалом. Його архітектурні риси поєднували традиційні елементи українського національного стилю: трапецієподібні вікна й карнизи, скатний дах зі «заломами», характерними для народної архітектури, а також вежу з куполом, що нагадував завершення дерев'яних слобожанських храмів. Центральний вхід прикрашав шестигранний портал з півколонами та орнаментами, а також візерунками у такій же формі. У вестибюлі та на сходах виконані художні розписи в українському стилі. Над оформленням працювали видатні художники: Микола Самокиш створив квіткові й орнаментальні композиції, а Сергій Васильківський — монументальне панно, ймовірно варіант «Козацької левади» та портрет Тараса Шевченка, обидва знищені у радянські роки.
Архітектор Сергій Тимошенко мешкав у цьому будинку з моменту завершення будівництва до 1919 року. Він вважається одним із засновників українського архітектурного модерну. На будівлі у 2018 році встановлена меморіальна дошка на честь архітектора. Автор дошки — скульптор Олександр Рідний.
У 1920-х роках після захоплення Харкова більшовиками будівлю націоналізовано, а в 1930-х — надбудовано ще на два поверхи за проєктом невідомого архітектора. У результаті було повністю зруйновано автентичну покрівлю, мансарду, членування фасаду, світловий ліхтар та кутову вежу. Частково намагалися зберегти загальний силует, продовживши форму вежі та орнамент по карнизу, однак загальна стилістика споруди зазнала значних втрат. Будинок передали у відання НКВС, і він став багатоквартирним. Світловий ліхтар у сходовому холі був демонтований. Монументальні розписи було зафарбовано, а панно Васильківського — знищено. Однак, частина фресок Самокиша збереглася під шарами вапна.
У 2000-х роках харківські дослідники з Харківської державної академії дизайну і мистецтв здійснили спроби реставрації розписів. Застосовуючи мікроскопічний аналіз, ультрафіолетове світло та хімічні методи, вони відновили кілька фрагментів стінопису. Однак через відсутність фінансування більшість робіт залишилися незавершеними. Вхід до будинку і сьогодні прикрашають частково відновлені елементи розпису Миколи Самокиша — єдиного монументального твору художника, що зберігся.
У 2022 році будівля зазнала пошкоджень внаслідок російських ракетних ударів. Було втрачено частину скління та пошкоджено елементи фасаду.
Будівля внесена до переліку пам'яток архітектури та містобудування місцевого значення з охоронним номером 7217-Ха.

## Галерея

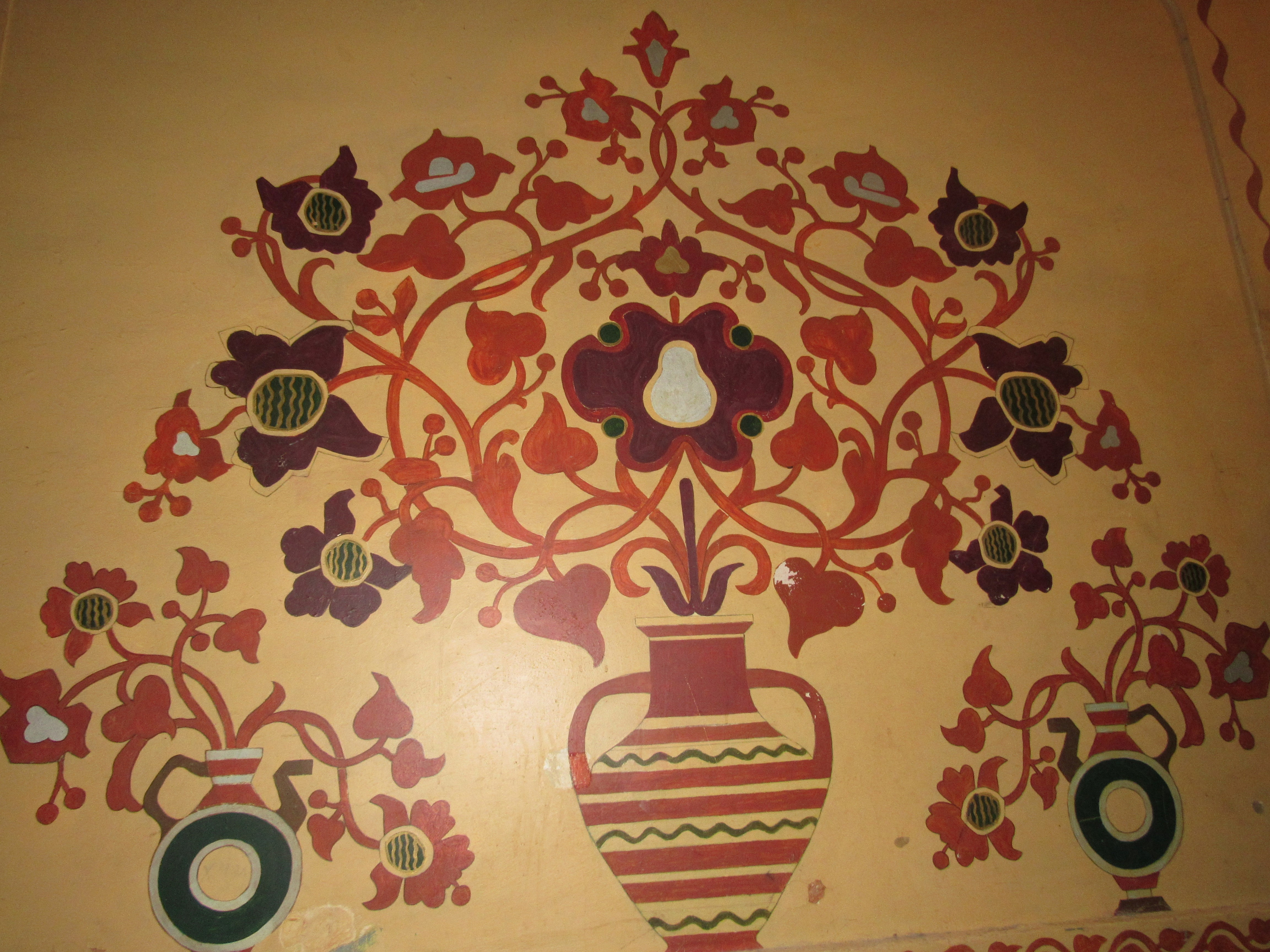
Розписи Самокиша
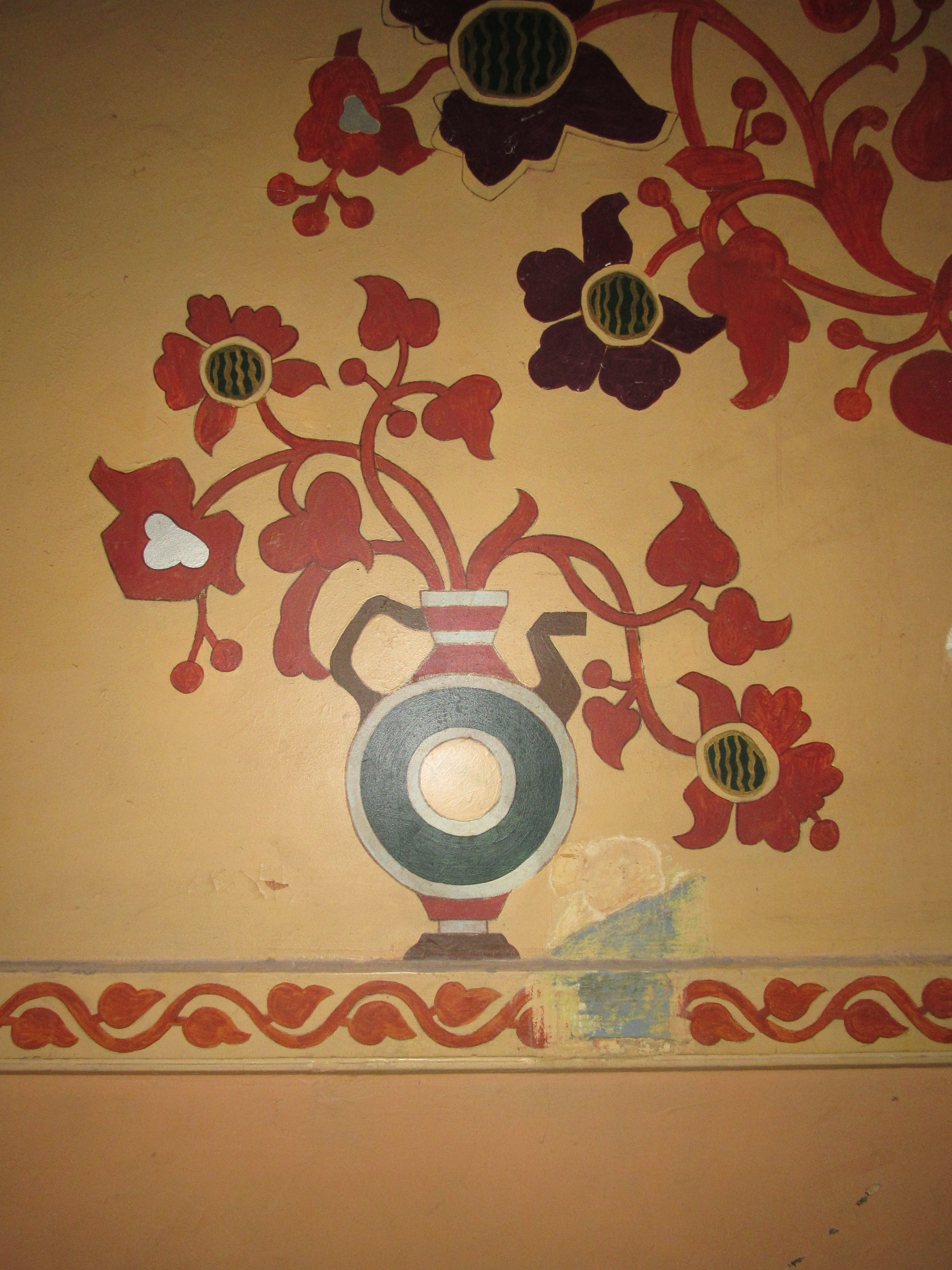
Розписи
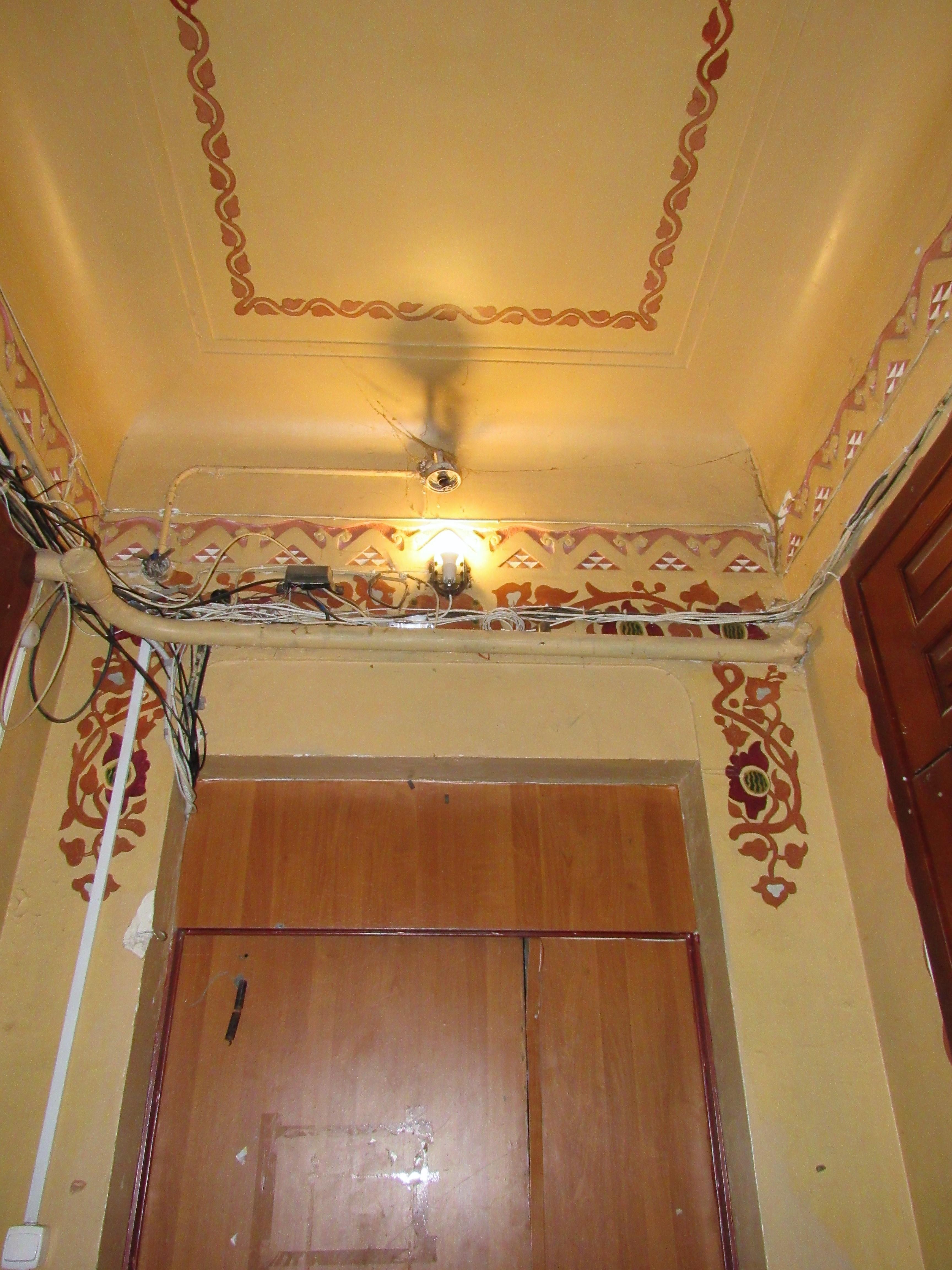
Розписи над входом у під'їзд
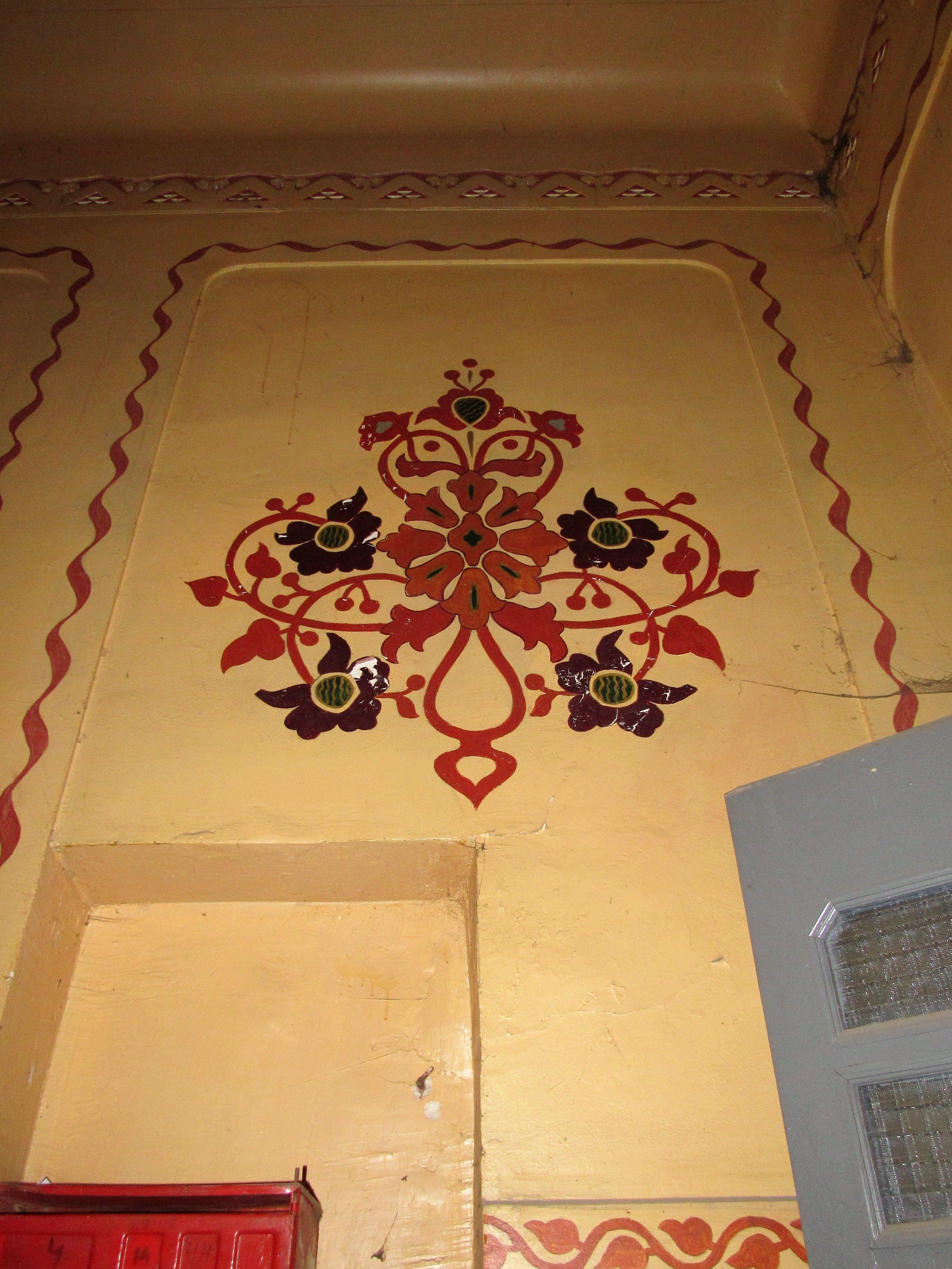
Розписи
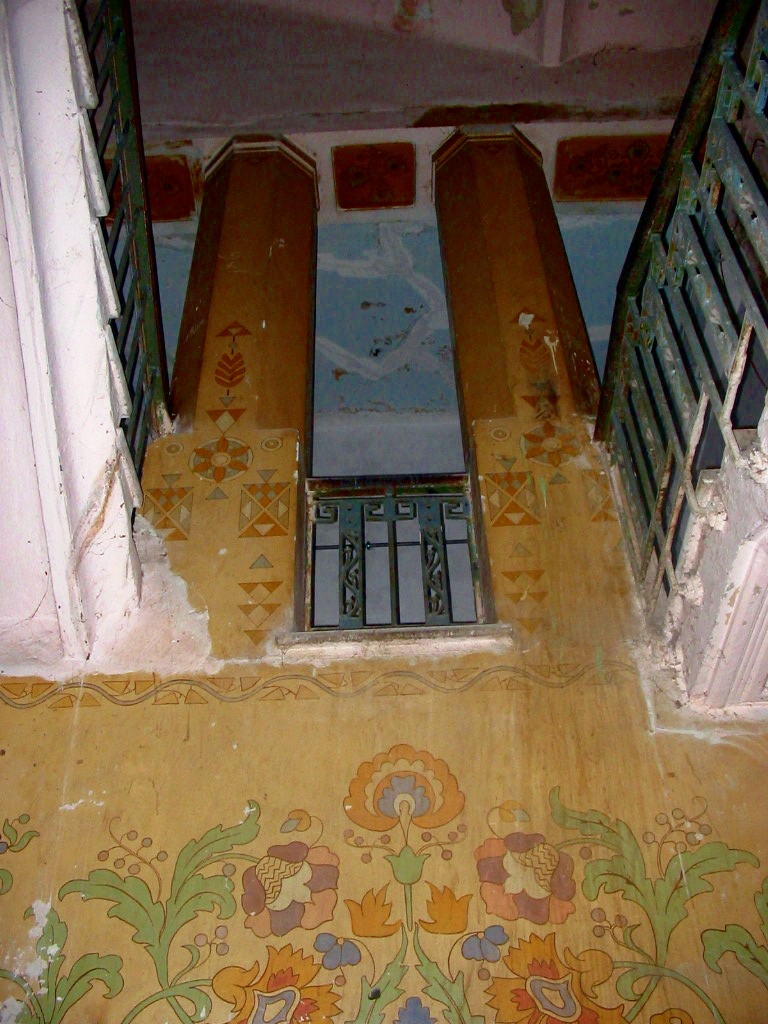
Розписи під'їзду
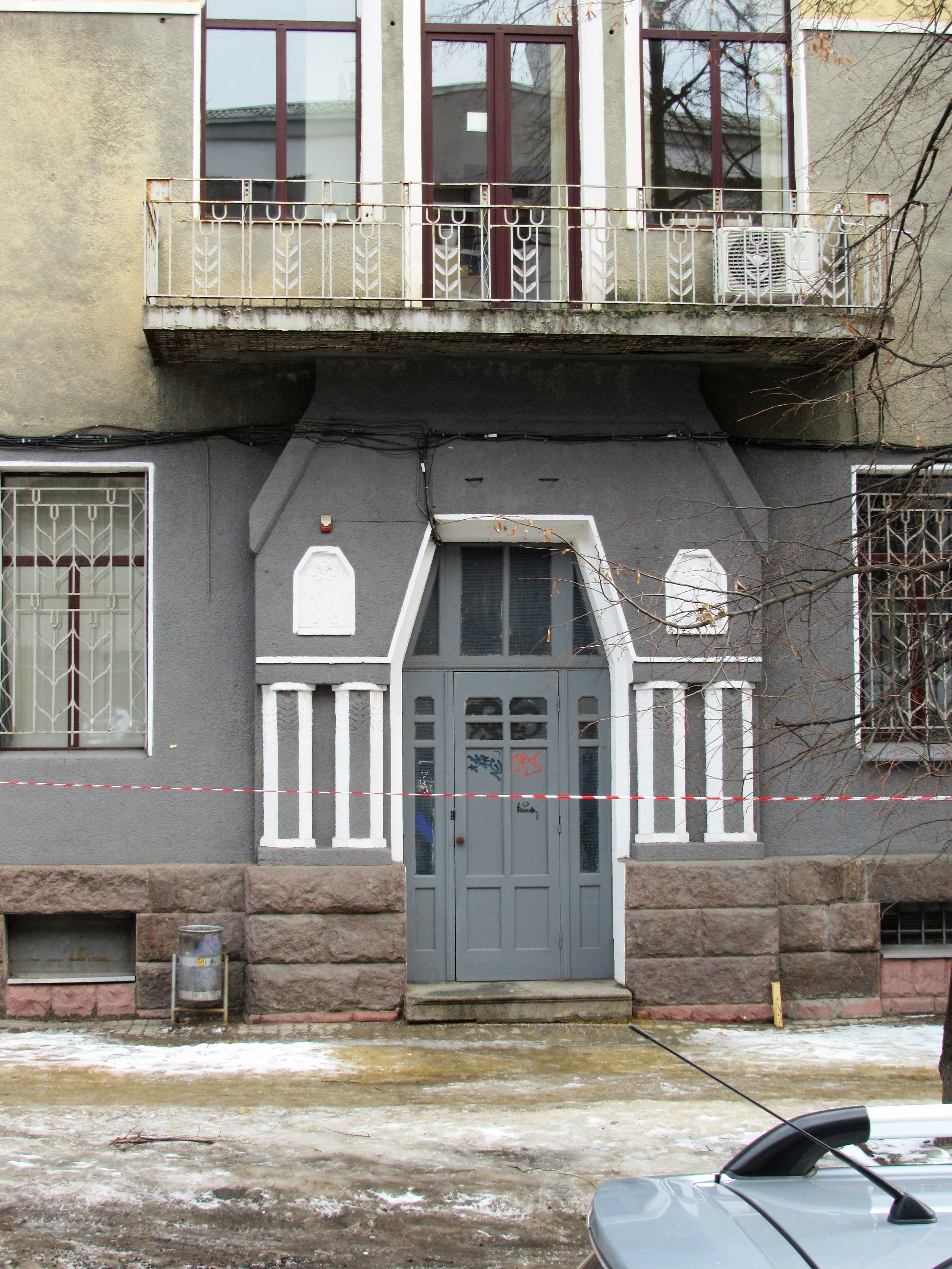
Вхідна група
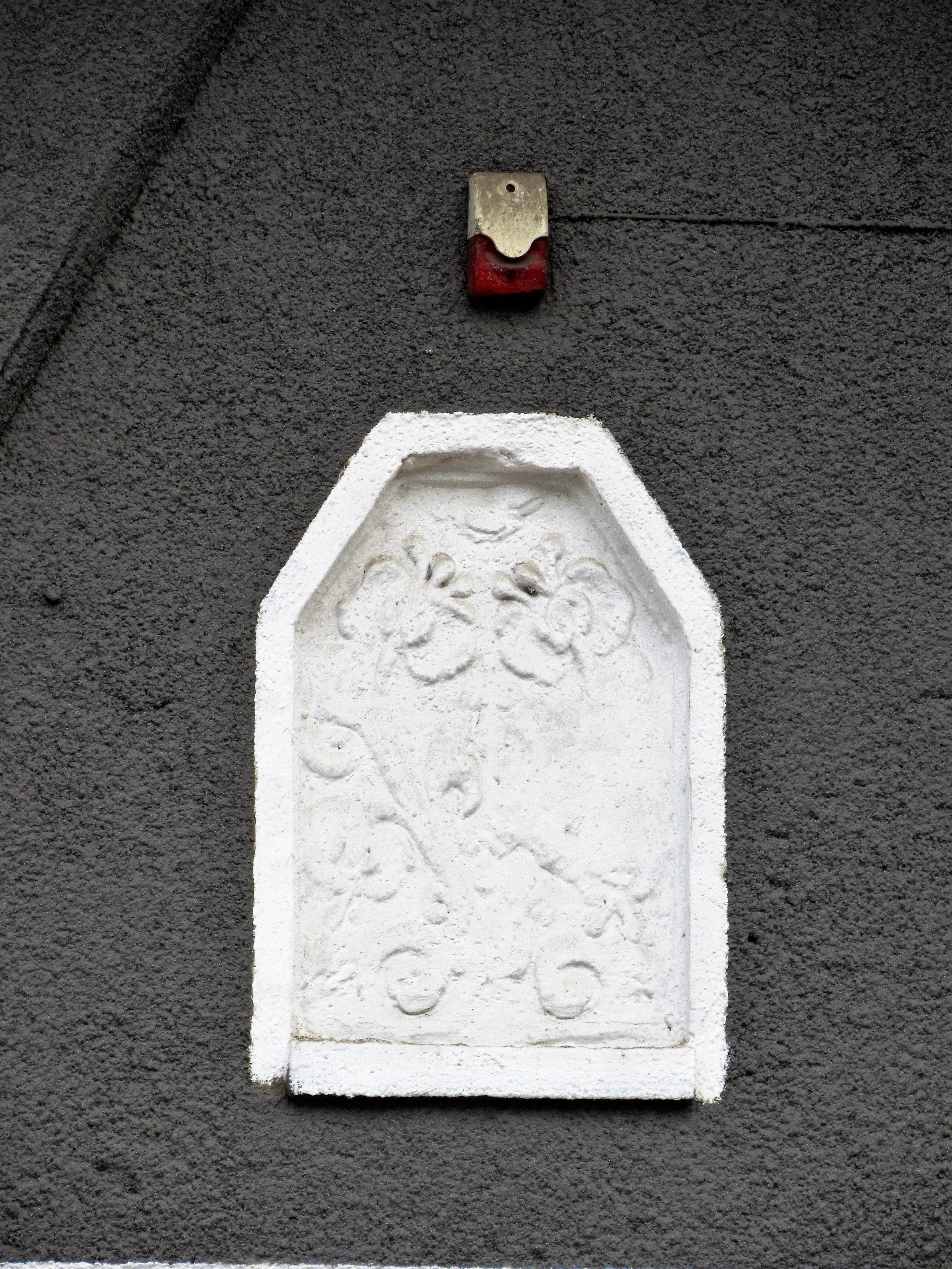
Деталь вхідної групи
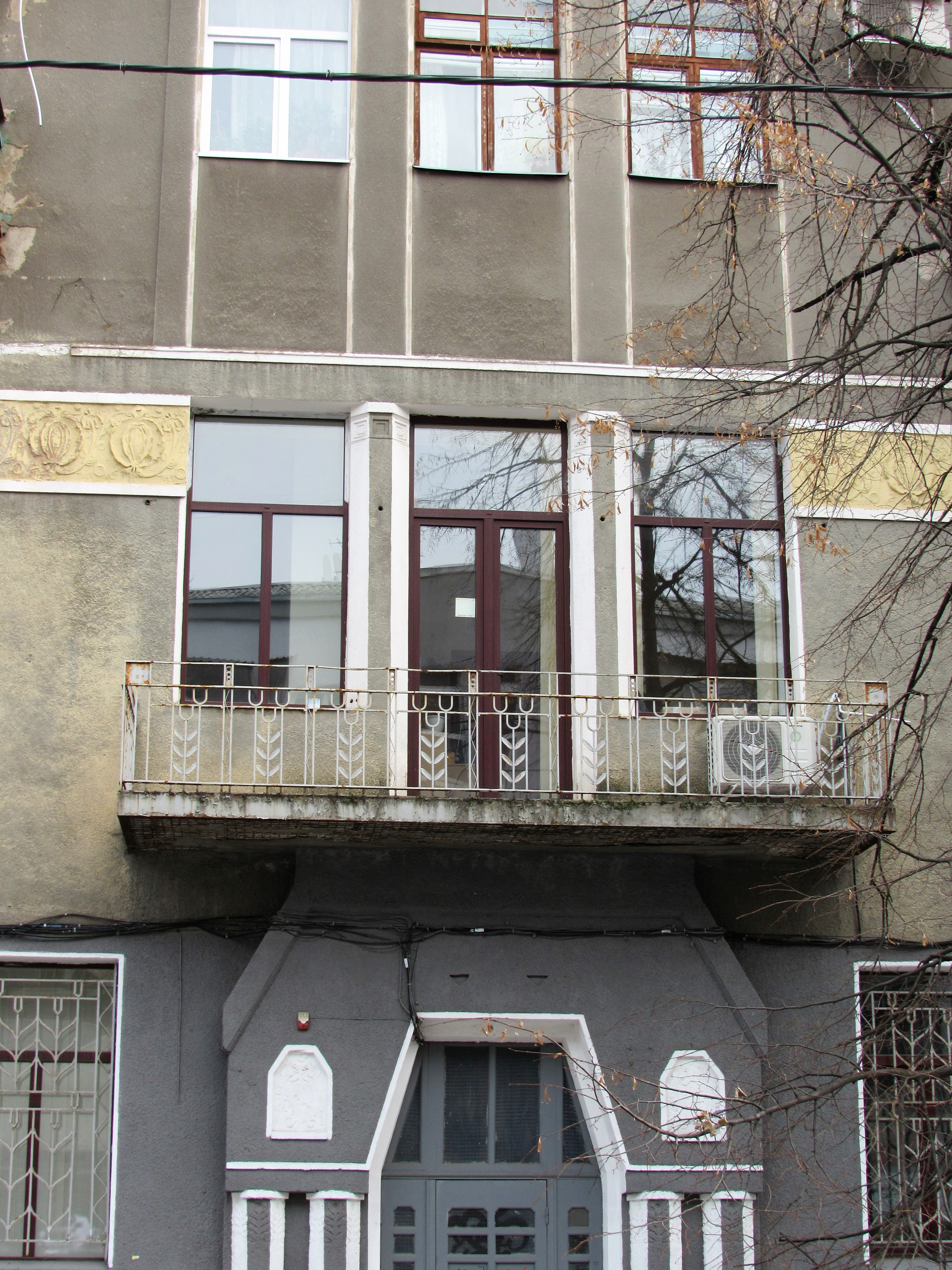
Оригінальний балкон другого поверху
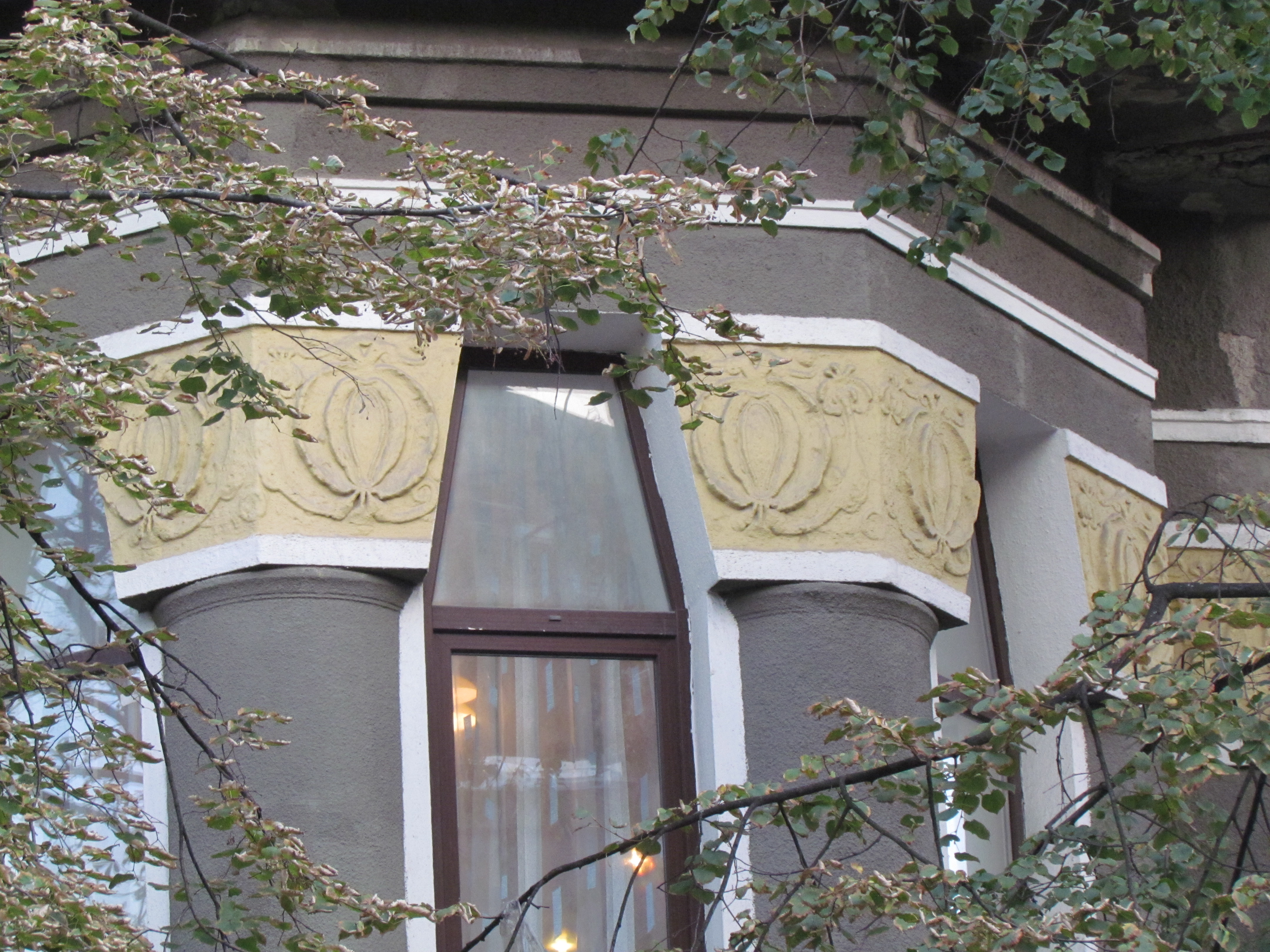
Оригінальні орнамент
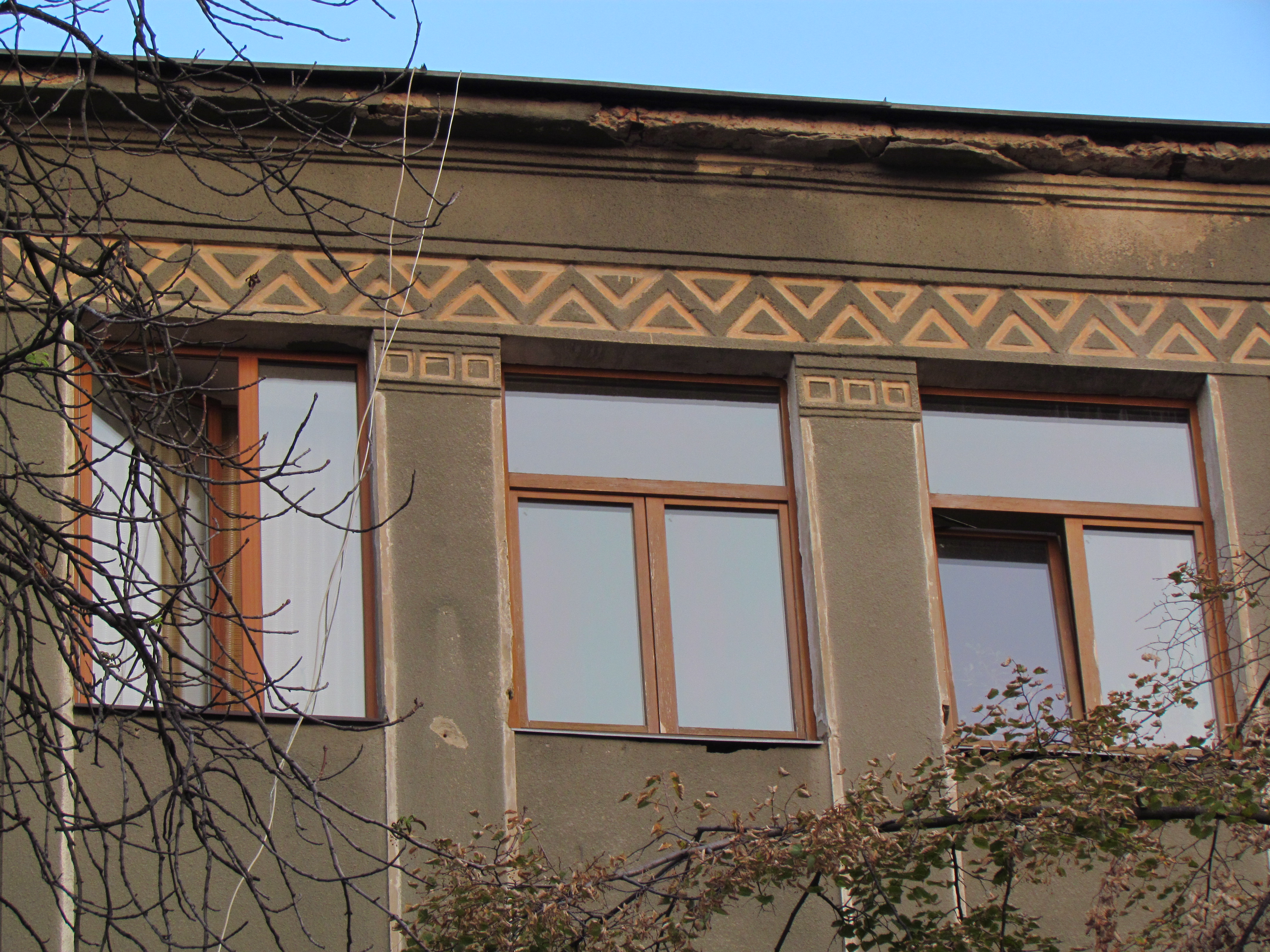
Орнамент надбудови 1930-х років